# Multizystische Nierendysplasie
Die Multizystische Nierendysplasie (MCDK) ist eine spontan auftretende, meist einseitig auftretende angeborene Entwicklungsstörung (Fehlbildung) einer Niere mit multiplen großen Zysten statt des Parenchyms und komplettem Funktionsverlust. Oft ist kein Nierenbeckenkelchsystem nachweisbar.
Synonyme sind: Aplastische Zystenniere; Multizystische renale Dysplasie; Nierendysplasie, diffuse; MDK; RMD; Renale multizystische Dysplasie (englisch Multicystic dysplastic kidney; MCDK)

## Klassifikation
Formal können unterschieden werden
- Einseitige MCDK[5]
- Beidseitige MCDK, nicht mit dem Leben vereinbar, ohne Dialyse Tod meist innerhalb von 8 Wochen[6][7][1]

Nach der American-Academy-of-Pediatrics-Klassifikation zystischer Nierenerkrankungen wird die Multizystische Nierendysplasie zu den nichtgenetischen bzw. nichtvererbbaren Erkrankungen gezählt.

## Pathologie
Die Zystenbildung beruht auf einer gestörten Interaktion zwischen Ureter- und Nierenanlage, so dass die Nephrone nicht regelrecht ausgebildet werden.
Die gesunde Gegenseite hypertrophiert kompensatorisch.

## Verbreitung
Die Häufigkeit der einseitigen Form wird mit 1 zu 4300 Lebendgeburten angegeben.
Die Fehlbildung tritt meist sporadisch auf, es gibt aber auch familiär gehäuftes Auftreten mit autosomal-dominanter Vererbung.
Die multizystische Nierendysplasie ist der häufigste abdominelle Tumor beim Neugeborenen.
In knapp 40 % finden sich zusätzlich andere Fehlbildungen wie Ureterabgangsstenose in 3–12 %, Vesikorenaler Reflux in 5–20 %, oder benigne zystische Dysplasie des Hodens.

## Ursache
Die Ursache liegt in einer kompletten Obstruktion des Ureters in der 8.–10. Schwangerschaftswoche. Erfolgt die Verlegung später, entwickelt sich als Mischform eine multizystisch-dysplastische Niere, noch später eine schwere subpelvine Stenose (Ureterabgangsstenose).
Der Grund für diese gehemmte Ausbildung der Ureterknospe und des metanephrogenen Gewebes ist unklar. Virusinfektionen werden diskutiert.
Wie bei einigen Syndromen mit Nierendysplasie können Mutationen am EYA1-, SIX1-, PAX2- oder HNF1B-Gen, Schwangerschaftsdiabetes oder einige Medikamente während der Schwangerschaft, insbesondere Antiepileptika, eine Rolle spielen.

## Im Rahmen von Syndromen
Bei einigen Syndromen findet sich eine MCKD:
- Penta-X-Syndrom (49,XXXXX)
- Alagille-Syndrom
- Beckwith-Wiedemann-Syndrom
- Branchio-oto-renales Syndrom
- HDR-Syndrom (Hypoparathyreoidismus – Schwerhörigkeit – Nierenanomalien)
- Joubert-Syndrom
- MODY5 (Maturity-Onset Diabetes of the Young, Type 5)
- Renales Kolobom-Syndrom
- Trisomie 18
- VACTERL-Assoziation
- Waardenburg-Syndrom Typ I
- Williams-Beuren-Syndrom

## Klinische Erscheinungen
Klinische Kriterien sind:
- Raumforderung im Abdomen bei Säuglingen und Kleinkindern
- spontane Rückbildung im weiteren Verlauf, kann zur späteren Fehldiagnose Nierenagenesie führen.[1]

Die Fehlbildung ist in der Regel symptomlos und wird häufig bereits intrauterin bei einer Routineuntersuchung um die 20. Woche herum oder später im Rahmen einer Routinediagnostik, z. B. bei einem Harnwegsinfekt durch Sonografie entdeckt.
Die kontralaterale Niere ist bei einem Viertel bis einer Hälfte bereits zur Geburt kompensatorisch vergrößert, in den meisten Fällen erfolgt die ausgleichende Größenzunahme während der ersten Lebensjahre.
In seltenen Fällen kann sich eine renale Hypertonie, eine Proteinurie oder gar ein Nierenversagen entwickeln.
Kommt es bei einer beidseitigen MCDK zur Geburt, finden sich typische Zeichen der Oligohydramnion-Sequenz.

## Diagnose
Die Diagnose erfolgt durch den sonographischen Nachweis eines zystischen gekammerten Tumors in der Nierenloge.
Zur Abgrenzung einer massiven Hydronephrose und zum Ausschluss eines vesikoureteralen Reflux ist ein Miktionszystourethrogramm indiziert. In der Nierenszintigrafie, Kernspintomografie oder Computertomografie mit Kontrastmittelgabe kann die Funktionslosigkeit bestätigt werden.

## Differentialdiagnose
Abzugrenzen sind die Markschwammniere, Multilokuläres zystisches Nephrom und eine massive Hydronephrose.

## Therapie
Bei einseitiger Dysplasie ist im Regelfall keine Behandlung erforderlich.
Regelmäßige Kontrollen auf eventuelle Harnwegsinfekte, Entwicklung einer Niereninsuffizienz oder einer renalen Anämie sind angezeigt.
Die lange Zeit wegen der Gefahr der Hypertonie, Tumorbildung und Traumatisierung empfohlene Nephrektomie wird nur noch bei Vorliegen eines Verdachtes auf zystischen Wilms-Tumor, bei raumfordernder Wirkung, Größenzunahme oder manifestem Hypertonus vorgenommen.
Während der Schwangerschaft kann bei beidseitiger MCDK eine wiederholte Fruchtwasserauffüllung infrage kommen.

## Heilungsaussicht
Die Prognose ist gut, die meisten Nieren verkleinern sich innerhalb der ersten Lebensjahre, Komplikationen sind selten, so dass keine generelle Operationsindikation vorliegt.